# AMPS
AMPS（Advanced Mobile Phone System）は、FDD-FDMA-FMのアナログ方式の第一世代携帯電話方式の一つである。

## 概要
1983年にAT&T・モトローラが提案して北米標準となった、アナログ携帯電話の規格である。
特徴としては、次の点がある。
- 搬送波の周波数間隔を30kHz（15kHzインタリーブ）と広く取り干渉耐力を大きくしている。
- 60°指向性アンテナを使用しセルを6セクタに分割し、周波数帯域の繰り返し利用効率の向上と、空中線電力の有効利用を図っている。

この他アナログ方式共通の特徴として、
- 電波がデジタル方式に比べて遠くまで届く。このため、田舎ではデジタルは使えないがAMPSの電波はある、ということがよくあった。
- 電池の持ちはデジタル方式に比べて劣る。
- SAR(頭部への電磁波放出強度)の値は、AMPSは大きい。

などの特徴がある。
周波数としては800MHzバンドが使用されていた。米国では、連邦通信委員会(FCC)が、セルラーバンド(800MHz)事業者にAMPSのサービスを維持することをバンドライセンスの条件の一つとしていたが、この条項は、2008年2月までに撤廃され、もはや多くの地域でAMPSは利用できない。2006年以降に製造された端末では、ほとんどAMPSはサポートされておらず、事業者もAMPSのサポートを端末認定の条件から外している。

## TACS
TACS（Total Access Communication System）は、AMPSを英国向けに、搬送波の周波数間隔を25kHz（12.5kHzインタリーブ）にし、1984年～1985年に開発したものである。フランス・スイス・スペイン・シンガポール・中国・香港・アフリカの一部で採用されていた。2005年現在、デジタル方式へ置き換えが進行している。

## 日本
J-TACS（JTACS）は、TACSの日本向け仕様で、使用する周波数を日本の割り当てに合わせて変更したものである。1989年からDDIセルラーグループ（現・KDDI/沖縄セルラー電話連合 各auブランド）が導入した。またN-TACSは、搬送波の周波数間隔を12.5kHz（6.25kHzインタリーブ）にして大容量化したものである。日米貿易摩擦に伴う1985年の日米構造協議での合意により、1991年10月から日本移動通信が首都圏・東海地方でTACSベースのシステムとしてサービスを開始した。後に、共にauとなった。
一時期は地域によっては高いシェアを獲得していたが（特に東北、および北海道、関西地方）、デジタル方式（PDC/cdmaOne）への移行で2000年9月30日（現在のKDDIが発足する前日）限りで停波し（新規受付は1999年8月に終了）、日本における第一世代（アナログ）携帯電話はすべて消滅した。なおIDOはサービス開始当初はTokyo Phone（トウキョウ フォン）、のちにTacs minimo（タックス ミニモ.のちに参入する東京デジタルホンに配慮した改称）、セルラー各社はセルラーホンと呼ばれた。最後に発売された端末は、1997年9月に発売された「HP-50T（東芝）」であった（その後、1998年にはcdmaOneとのデュアルモード端末が関西・九州・沖縄地方にて発売された）。
また、それまでNTTドコモ・日本移動通信で採用されていたアナログのNTT大容量方式 (Hicap) に対し、モトローラ方式と呼ばれることもある。
|              |                | AMPS              | NTT方式        | NTT大容量方式  | TACS              | J-TACS            | N-TACS                |
| 送信周波数   | 基地局         | 870-890MHz        | 870-885MHz     | 860-885MHz     | 890-915MHz        | 860-870MHz        | 860-870MHz 843-846MHz |
| 送信周波数   | 移動局         | 825-845MHz        | 925-940MHz     | 915-940MHz     | 968-960MHz        | 915-925MHz        | 915-925MHz 989-901MHz |
| 無線チャネル | チャネル間隔   | 60kHzインターリブ | 55kHz          | 12.5kHz        | 25kHzインターリブ | 25kHzインターリブ | 12.5kHzインターリブ   |
| 無線チャネル | チャネル数     | 666               | 600            | 2000           | 666               | 600               |                       |
| 通信変調方式 | 変調方式       | 位相変調          | 位相変調       | 位相変調       | 位相変調          | 位相変調          | 位相変調              |
| 通信変調方式 | 周波数偏移     | 12kHz             | 5kHz           | -              | 9.5kHz            | 9.5kHz            | 9.5kHz                |
| 制御信号     | 変調方式       | 周波数偏移変調    | 周波数偏移変調 | 周波数偏移変調 | 周波数偏移変調    | 周波数偏移変調    | 周波数偏移変調        |
| 制御信号     | 最大周波数遷移 | 8kHz              | 4.5kHz         | 2.4kHz         | 6.4kHz            | 6.4kHz            | 6.4kHz                |